# Croton apostolon
Espèce
Croton apostolon est une espèce de plantes à fleurs du genre Croton et de la famille des Euphorbiaceae, présent au nord est de l'Argentine (Province de Misiones).
Il a pour synonyme :
- Julocroton vulpinus, Croizat,